# Chapeau tyrolien

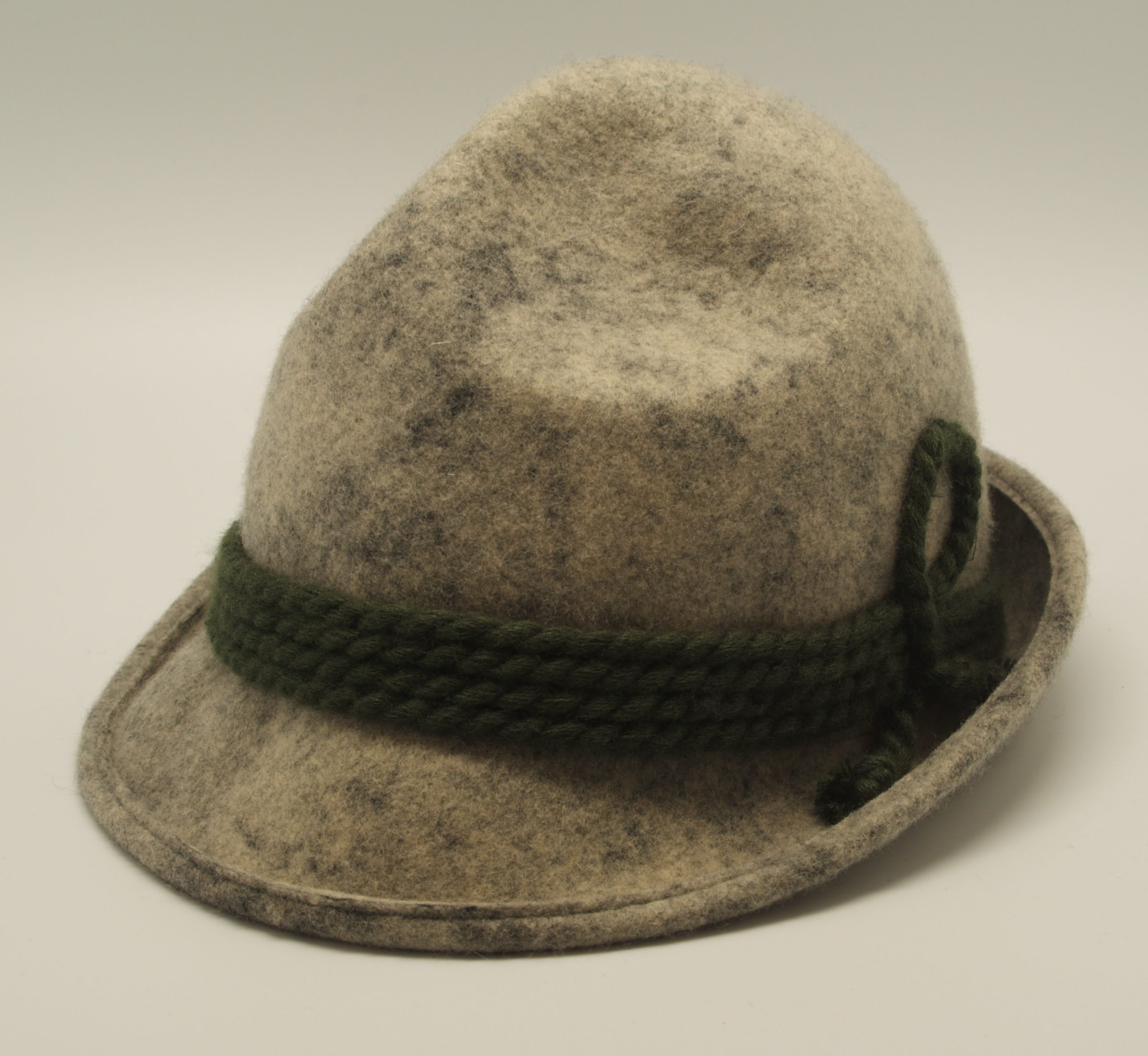
Variante grise du chapeau tyrolien.

Le chapeau tyrolien (allemand : Tirolerhut, italien : cappello alpino), également chapeau bavarois ou chapeau alpin, est un type de couvre-chef originaire du Tyrol dans les Alpes, dans ce qui fait maintenant partie de l'Autriche, de l'Allemagne, de l'Italie et de la Suisse.

## Description
Un chapeau tyrolien typique avait à l'origine une couronne effilée en pointe et était en feutre vert avec un bord à peu près la largeur d'une main, ce qui était particulièrement courant dans le Zillertal.
Il existe différentes formes de chapeau tyrolien. Fréquemment, les chapeaux sont décorés d'une bande de chapeau colorée et cordée et d'un jet de fleurs, de plumes ou de « pinceau » sur le côté de la couronne. Le « pinceau » traditionnel est fait de la barbe de la chèvre chamois. Il prend diverses formes et peut souvent être combiné avec des plumes.
Le chapeau tyrolien est devenu encore plus connu grâce à Edouard VIII qui, après son abdication, est fréquemment resté en Styrie autrichienne et portait souvent un chapeau de style tyrolien, bien qu'il ne vienne pas de là.
Aux XIXe siècle et XXe siècle, les costumes tyroliens ont développé une certaine uniformité dans leur apparence. Dans les costumes locaux du village du Tyrol, les différents styles de chapeau tyrolien ont survécu depuis les années 1830/1840, bien que similaires à ceux de la mode contemporaine. Ces formes originales varient des grands chapeaux à bords relativement étroits du Tyrol du Nord qui étaient bosselés sur le dessus, aux petits chapeaux à larges bords du pays viticole du Tyrol du Sud.
Plus tard, le chapeau tyrolien est devenu le porte-image de la « culture tyrolienne » en tant que symbole touristique, influencé également par des groupes de musique folklorique qui portaient des costumes « locaux » fantaisistes. Le musicien, Billy Mo, a écrit une chanson en 1962 intitulée « Je préfère acheter un chapeau tyrolien », qui a renforcé le lien entre le chapeau et la musique folklorique alpine traditionnelle (fanfare). En 1965, une comédie musicale apparaît sous le même titre.
On dit que le chapeau tyrolien a été l'inspiration pour le homburg .

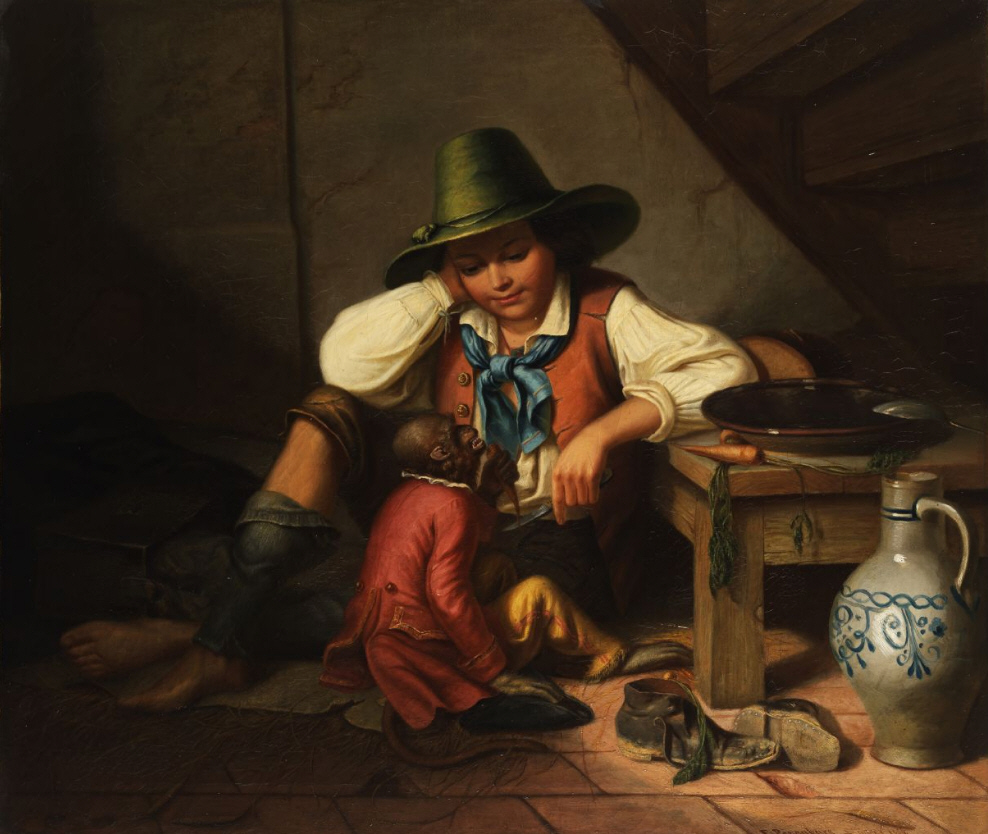
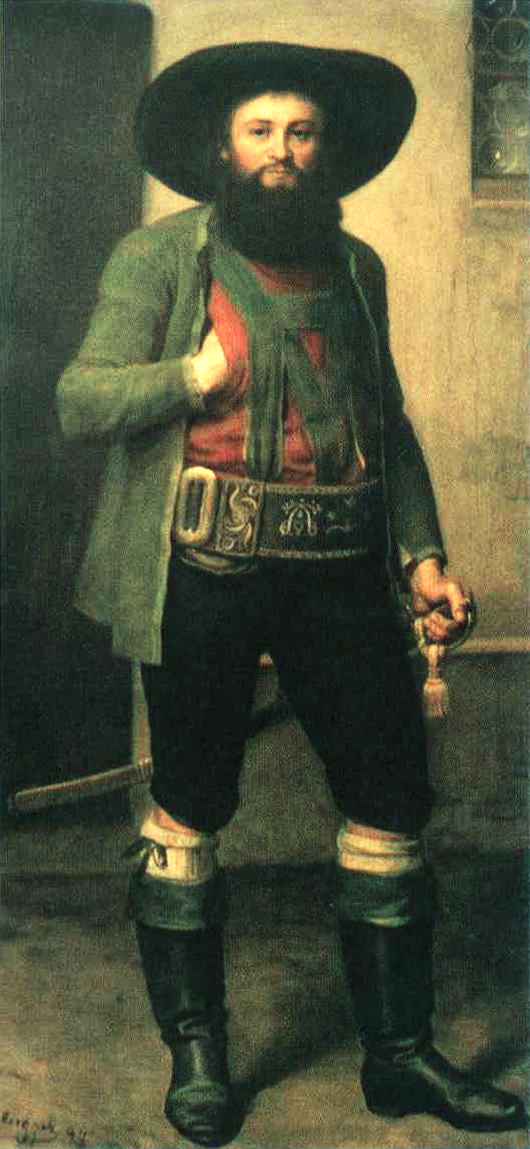
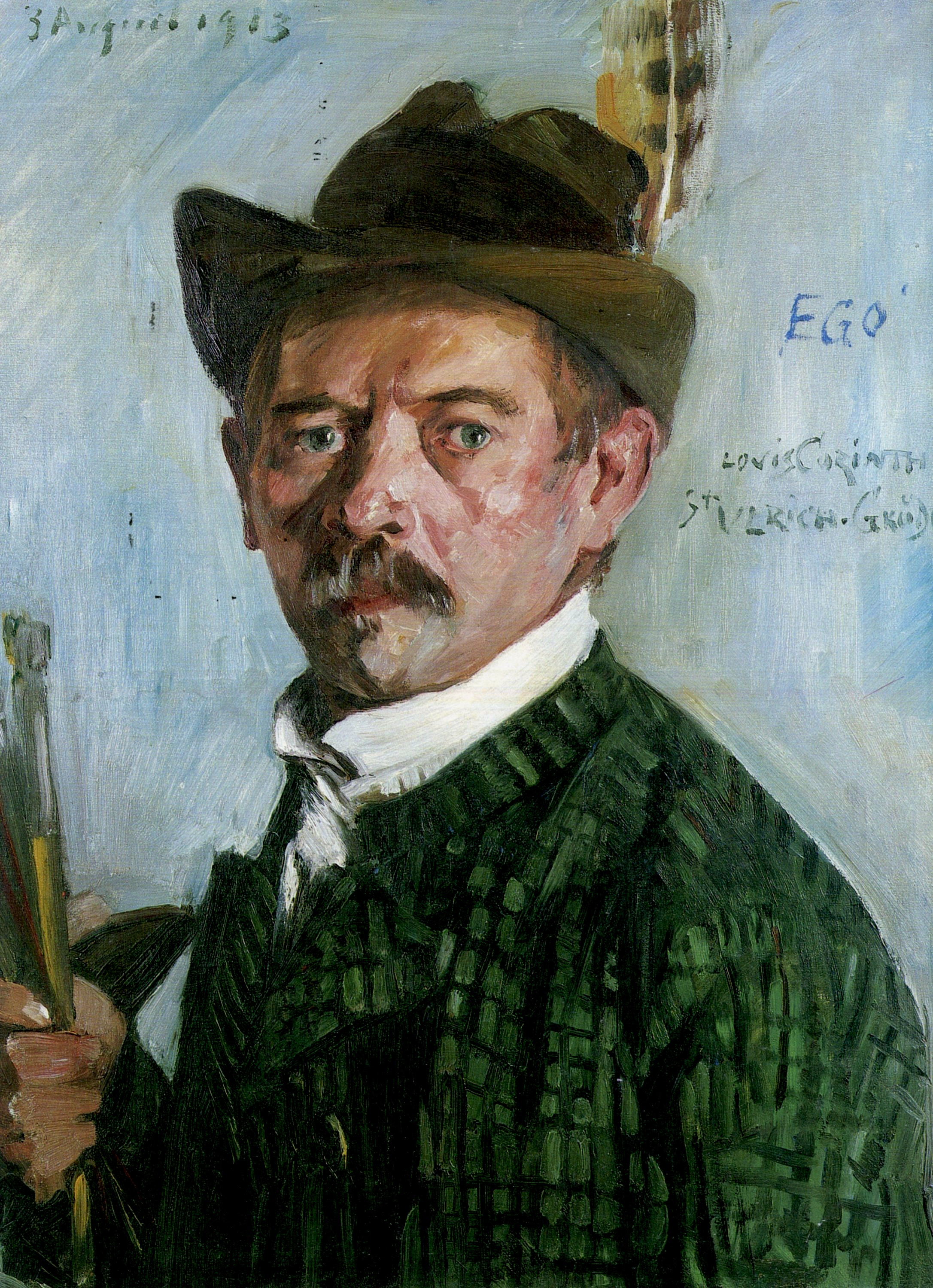
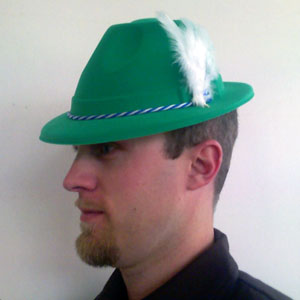
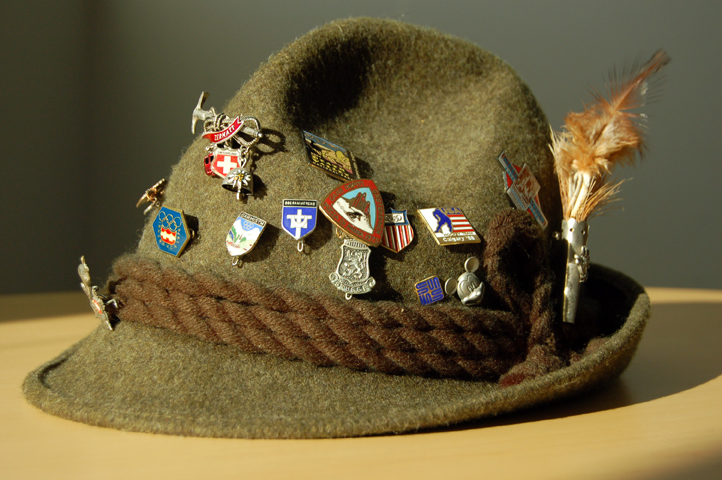
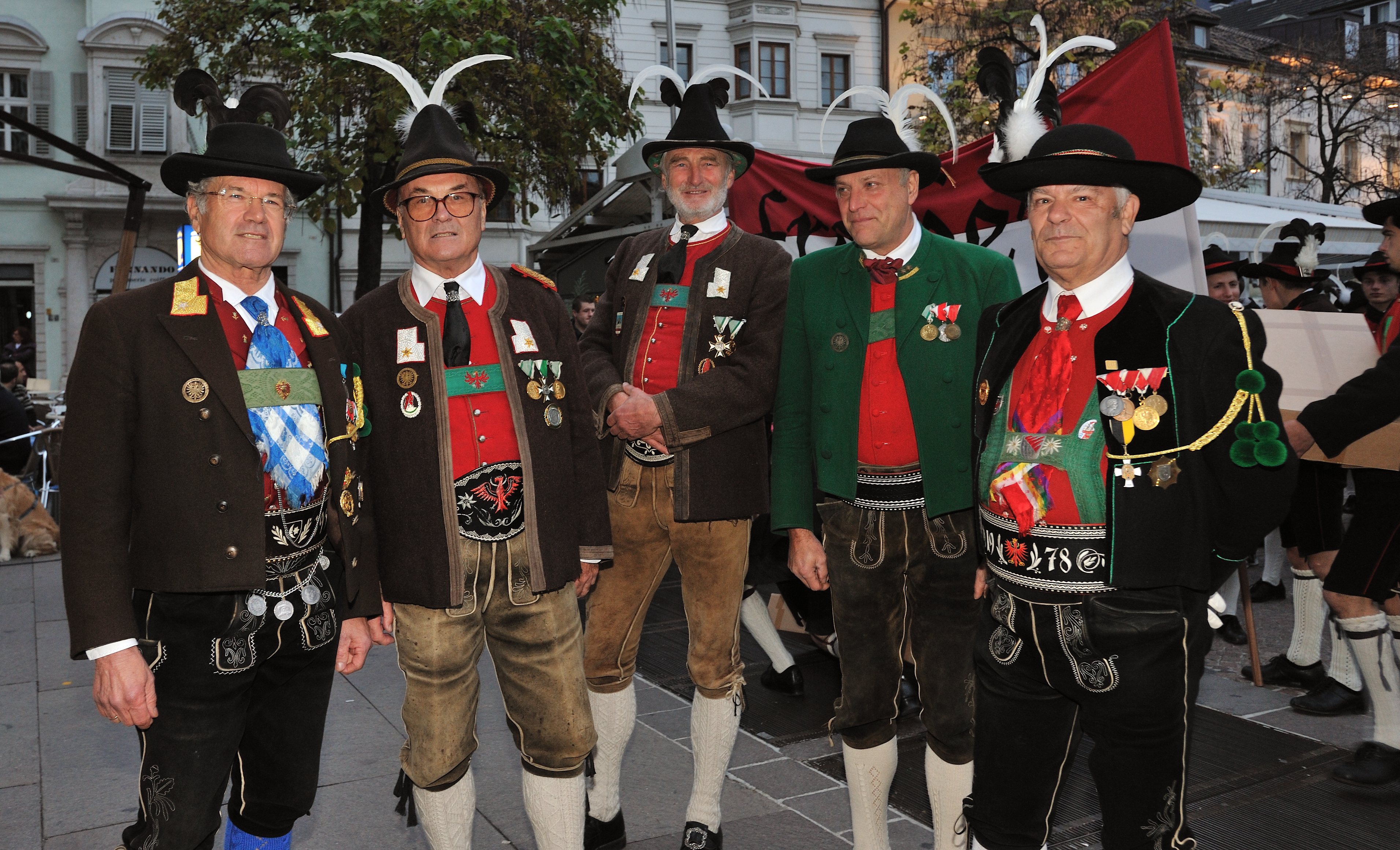